# Musique malgache

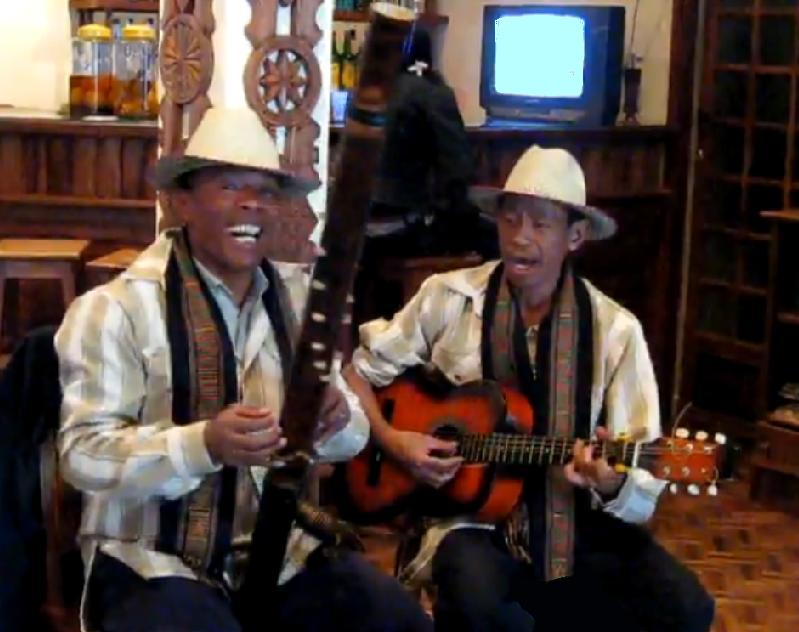
Deux malgaches jouant du valiha.

La musique malgache est riche d'influences proches et lointaines dans le temps et l'espace. En effet, elle a su conserver son patrimoine ancien austronésien de l'Asie du Sud-Est (l'archipel indonésien), mais aussi de la proche Afrique et Océanie, celle de l'Arabie tout en amalgamant de nouveaux genres dus aux contacts avec l'Europe et les États-Unis.
La musique à Madagascar sert une variété de fonctions sacrées et séculaires. En plus de son exécution pour le divertissement ou l'expression créative personnelle, la musique joue un rôle clé dans les cérémonies spirituelles, les événements culturels et les fonctions politiques historiques et contemporaines. À la fin du XIXe siècle, certains instruments et types de musique ont été associés à des castes ou groupes ethniques spécifiques, bien que ces divisions aient toujours été fluides et évoluent continuellement.

## Musique traditionnelle

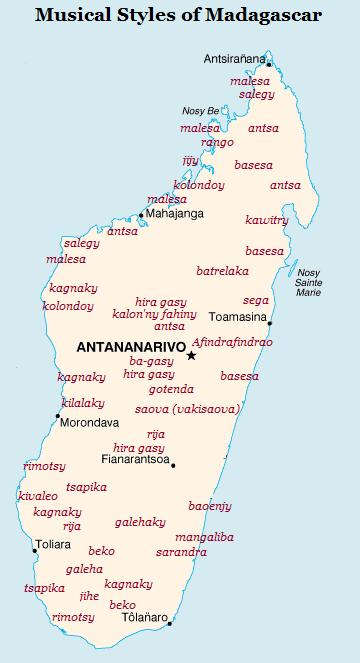
Répartitions musicales des genres sur l'île.

La musique malgache est très mélodique et se distingue de nombreuses traditions de l'Afrique par la prédominance des instruments à cordes par rapport aux instruments à percussion. Les instruments musicaux et les styles vocaux trouvés à Madagascar représentent un mélange de points communs très répandus et de traditions très localisées. Un style vocal commun entre les Merina et les Betsileo des Hautes Terres, par exemple, n'exclut pas des différences dans la prévalence de types d'instruments particuliers (le valiha chez les Mérinas, et le marovany et le kabosy chez les Betsileos). De même, la pratique du tromba (entrée dans un état de transe, généralement induit par la musique) est présente sur les côtes occidentales et orientales de l'île, mais les styles vocaux ou les instruments utilisés dans la cérémonie varient d'une région à l'autre. La musique à Madagascar tend vers les tonalités majeures et les gammes diatoniques, bien que la musique côtière utilise fréquemment des tonalités mineures, probablement en raison des premières influences arabes dans les ports d'escale côtiers. La musique malgache a servi un large éventail de fonctions sociales, spirituelles et mondaines à travers les siècles.

### Tradition vocale
Les traditions locales à Madagascar sont le plus souvent polyharmoniques ; les styles vocaux du sud ressemblent fortement au chant sud-africain (comme l'illustrent des groupes tels que Salala ou Senge), tandis que les harmonies des Hautes Terres, fortement influencées au cours des deux derniers siècles par la musique d'église européenne, rappellent davantage les traditions vocales hawaïennes ou d'autres traditions polynésiennes (ba gasy de Féo Gasy par exemple). De nombreuses chorales amateurs interprétant de la musique malgache et occidentale se trouvent dans la région de la capitale ; l'ensemble iCanto est un exemple notable de chorale professionnelle, dont les concerts sont diffusés à la télévision nationale,,. Dans les Hautes Terres, et en particulier au XIXe siècle, l'exécution vocale par de grands groupes appelés antsa était privilégiée, tandis que dans les régions côtières du sud et de l'ouest, le chant était exécuté avec une ornementation plus élaborée et par de petits groupes.
À Madagascar, les performances musicales sont souvent associées à des fonctions spirituelles. La musique est un élément clé pour atteindre un état de transe dans les rituels spirituels de tromba (ou bilo) pratiqués dans plusieurs régions de l'île, car on pense que chaque esprit a un morceau de musique différent qu'il préfère. L'association entre la musique et les ancêtres est si forte sur la côte est que certains musiciens mettent du rhum, des cigarettes ou d'autres objets de valeur à l'intérieur d'un instrument (par le trou de tonalité, par exemple) en guise d'offrande aux esprits pour recevoir leurs bénédictions. De même, la musique est depuis longtemps au cœur de la cérémonie du famadihana (réinhumation périodique des dépouilles mortelles des ancêtres enveloppées dans des linceuls).

### Instruments
Les instruments de Madagascar sont apportés sur l'île par des vagues successives de colons de l'Ancien Monde. Il y a plus de 1 500 ans, les premiers colons venus d'Indonésie apportent les instruments les plus anciens et les plus emblématiques, y compris la cithare à tube (valiha) qui évolue vers une forme de boîte (marovany) distincte de l'île. Plus tard, les colons de la péninsule arabique et de la côte orientale de l'Afrique apportent des luths, des sifflets et d'autres instruments qui ont été intégrés aux traditions musicales locales vers le milieu du XVIe siècle. L'influence des instruments et des styles musicaux de France et de Grande-Bretagne commence à avoir un impact significatif sur la musique à Madagascar au XIXe siècle.

### Chordophones

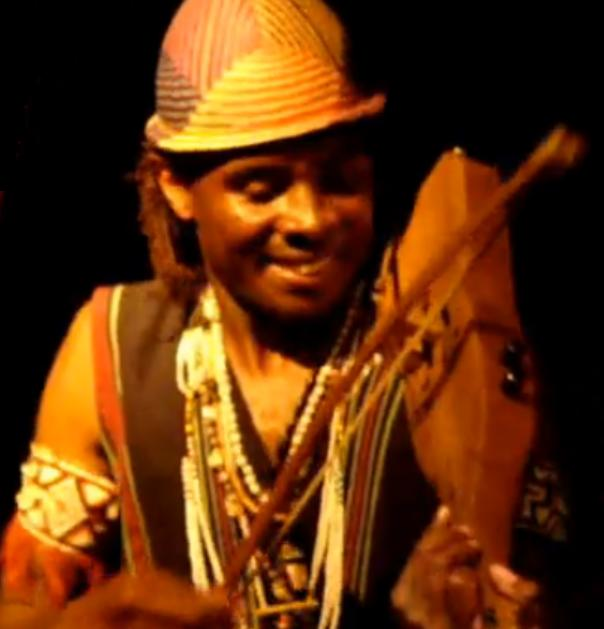
Du lokanga joué par un membre du groupe Vilon'androy.

L'instrument le plus emblématique de Madagascar, le valiha, est une cithare en tube de bambou dont la forme est très similaire à celles utilisées traditionnellement en Indonésie et aux Philippines. La valiha est considérée comme l'instrument national de Madagascar,. Elle est typiquement accordée sur un mode diatonique pour produire une musique complexe basée sur des tierces parallèles harmoniques accompagnées d'une ligne de basse mélodique. Les cordes sont traditionnellement coupées et élevées à partir de la surface fibreuse du tube de bambou lui-même, bien qu'il existe également une forme contemporaine qui utilise des câbles de freins de vélo pour les cordes afin de donner à l'instrument un son plus percutant.
Les cordes peuvent être pincées avec les ongles, que l'on laisse s'allonger à cette fin. À l'origine, l'instrument était utilisé aussi bien pour les rituels que pour l'expression artistique. Cependant, à partir du milieu du XIXe siècle, la pratique de l'instrument est devenue l'apanage de l'aristocratie merina, à tel point que la possession d'ongles longs devient un symbole de noblesse. Si le valiha tubulaire est la forme la plus emblématique de l'instrument, probablement en raison de sa popularisation par l'aristocratie merina au XIXe siècle, d'autres formes de l'instrument existent dans toute l'île. Dans la région de la ville portuaire orientale de Toamasina, par exemple, la valiha utilisée dans les cérémonies de tromba peut prendre la forme d'une boîte rectangulaire appelée marovany. Alors que certaines régions construisent leur marovany en bois, près de Toamasina, la boîte est construite en tôle métallique avec des cordes beaucoup plus épaisses et lourdes qui produisent un son différent de celui des valiha en bambou et en câble de bicyclette des Hautes Terres.
La kabosy (ou kabosa) est une guitare simple à quatre ou six cordes, répandue dans les Hautes Terres du sud en direction de l'est, en particulier parmi les groupes ethniques Betsimisaraka et Betsileo. La caisse de résonance, qui est depuis généralement carrée ou rectangulaire, était à l'origine de forme circulaire, d'abord fabriquée à partir d'une carapace de tortue, puis de bois sculpté de forme arrondie. Mandolina et gitara sont les noms Antandroy d'un accordophone populaire du Sud similaire au kabosy, mais avec du fil de pêche en nylon en guise de cordes et cinq ou sept frettes mobiles qui facilitent la modification de l'accord de l'instrument.

### Aérophones
La sodina, une flûte soufflée à l'extrémité, est considérée comme l'un des plus anciens instruments de l'île. Il existe une sodina courte, plus courante et plus connue, d'environ un pied de long avec six trous pour les doigts et un pour le pouce, et une autre flûte soufflée à l'extrémité similaire de plus de deux pieds de long avec trois trous à l'extrémité la plus éloignée. Le maître de la sodina, Rakoto Frah, figurait sur le billet de banque de 1 000 francs malgaches (200 ariary) après l'indépendance en 1960 et son décès le 29 septembre 2001 provoque un deuil national.
La conque (antsiva ou angaroa) est un instrument tout aussi ancien qui aurait été apporté par les premiers colons indonésiens. Principalement jouée par les hommes, elle est dotée d'un trou de soufflage latéral dans le style polynésien et est généralement réservée à des usages rituels ou spirituels plutôt qu'à la création de musique de divertissement. L'antsiva a également été utilisée dans les costumes royaux merina. Le fipple est un aérophone simple apporté à Madagascar après l'an 1000 de notre ère par des immigrants venus d'Afrique.

### Membranophones
Différents types de membranophones, traditionnellement associés aux occasions solennelles, sont présents dans toute l'île. Dans les Hautes Terres, les grosses caisses européennes (ampongabe) et les caisses claires introduites au XIXe siècle remplacent un ancien tambour (ampongan'ny ntaolo) traditionnellement battu pour accentuer le discours d'un orateur mpikabary lors d'un hira gasy ou d'autres occasions formelles où l'art oratoire du kabary est pratiqué. Seuls les hommes peuvent jouer de l'ampongabe, tandis que les femmes et les hommes peuvent tous deux jouer du tambour langoroana, plus petit. Le hazolahy (« bois mâle ») produit le son le plus grave et est réservé aux occasions les plus importantes telles que le famadihana, les cérémonies de circoncision et l'ancienne fête du bain royal.

### Idiophones
Les shakers en bambou (kaiamba) remplis de graines font partie intégrante de la tromba sur la côte est de l'île, bien que des objets modernes tels que des boîtes d'insecticide vides ou des boîtes de lait concentré sucré remplies de cailloux remplacent de plus en plus le bambou traditionnel. Les shakers de ce type sont utilisés dans tout Madagascar, généralement en conjonction avec la tromba et d'autres cérémonies. À l'époque de la traite des esclaves, un autre idiophone — un grattoir appelé tsikadraha — est popularisé à Madagascar après avoir été importé du Brésil où il est connu sous le nom de caracacha.
Les premières formes de xylophone, comme l'atranatrana, sont présentes dans toute l'île et auraient été importées par les premiers colons indonésiens. Le plus ancien de ces instruments est joué uniquement par deux femmes, l'une d'entre elles étant assise avec les jambes étendues et les barres du xylophone reposant sur ses jambes plutôt que sur une caisse de résonance séparée. Chaque femme frappe l'atranatrana avec une paire de baguettes, l'une gardant le rythme tandis que la seconde joue une mélodie. Les barres du xylophone sont au nombre de cinq à sept et sont faites de différentes longueurs d'un bois imputrescible appelé hazomalagny. Un xylophone similaire, le katiboky, est encore joué dans le sud-ouest par les groupes ethniques Vezo et Bara.

## Musique contemporaine
La musique contemporaine comprend des compositions modernes qui ont leurs racines dans la musique traditionnelle et qui ont été créées à des fins de divertissement, généralement dans l'intention d'une éventuelle diffusion de masse via la cassette, le disque compact, la radio ou l'Internet. Les formes modernes de musique malgache peuvent incorporer des innovations telles que des instruments amplifiés ou importés (en particulier la guitare électrique, la guitare basse, le synthétiseur et la batterie), mélanger les sons d'instruments nouveaux et traditionnels ou utiliser des instruments traditionnels de manière innovante. En adaptant leur patrimoine musical au marché actuel, les artistes contemporains parviennent à préserver le son mélodique, dominé par les instruments à cordes, qui distingue la musique malgache traditionnelle des traditions d'Afrique continentale, davantage axées sur les percussions. Les genres africains comme le coupé-décalé et l'afrobeats ont largement inspiré la musique malgache.

### Musique populaire

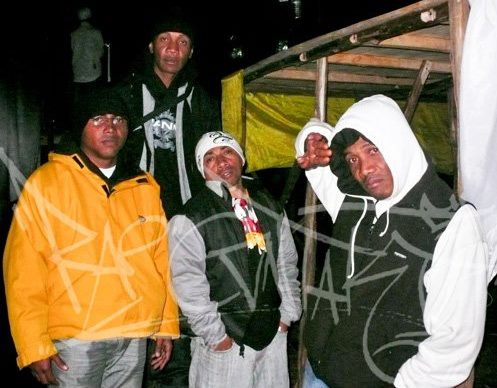
Da Hopp, parrains du hip-hop malgache.

Un large éventail de styles musicaux étrangers est popularisé à Madagascar, notamment la chanson française interprétée par des artistes tels que Poopy, le reggae, le gospel et le pop rock interprétés par des groupes tels que Green et AmbondronA. Depuis le milieu des années 2010, la musique populaire malgache est un mélange de musique malgache, de musique tropicale (zouk) et de genres africains tels que le coupé-décalé et l'afrobeats. Les artistes de cette nouvelle vague de musique malgache comprennent Black Nadia, Vaiavy Chila, LIANAH et BIG MJ. Le jazz est popularisé par des artistes tels que Nicolas Vatomanga. Le hip-hop malgache fait son entrée dans le courant dominant au milieu des années 1990 et connaît depuis une popularité fulgurante grâce à des artistes tels que Da Hopp et 18,3. Par la suite, des groupes comme Oladad expérimentent la fusion du hip-hop et des styles musicaux et instruments traditionnels malgaches. Il existe également une petite scène métal avec des groupes comme Sasamaso qui sont les plus importants. Le dancehall gagne en popularité à Madagascar depuis la fin des années 2010 avec des artistes comme Mad Max et Basta Lion.

### Discographie
- (en) The Music of Madagascar : Classic Traditional Recordings from the 1930s, Yazoo, 1995.
- Madagascar : Antandroy, Antanosy, Bara, Betsileo, Betsimisaraka, Mahafaly, Merina, Sakalava (collec. Charles Duvelle), Universal Division Mercury, Antony, 1999.
- Chants et Danses en Imerina, Arion Music, 2000.
- Madagascar Pays Merina, Ocora Radio France, 2001.
- Madagascar : accordéons et esprits ancestraux, Archives internationales de musique populaire, Musée d'ethnographie, Genève ; VDE-Gallo, Lausanne, 2001.
- (en) Songs from Madagascar : chants malgaches, Sunset-France, distrib. Mélodie, 2005.
- Madagascar : chants et musique traditionnelle du Sud-Ouest, Frémeaux et associés, Vincennes ; distrib. Night and Day, 2005.

### Filmographie
- Songs for Madagascar (2017) de Cesar Paes, avec Dama Mahaleo, Erick Manana, Jaojoby, Justin Vali, Régis Gizavo, Ricky Olombelo.
- Les Larmes de la rivière piment I/II, Terre Promise (52 min). FMC/Antenne Réunion. Auteur : Luc Bongrand. Réalisation : Luc Bongrand.
- Les Larmes de la rivière piment II/II, Terre Brûlée (52 min). FMC/Antenne Réunion. Auteur : Luc Bongrand. Réalisation : Luc Bongrand.
- Savika Madagascar 2009 (52 min) FMC/RFO Archipels un film de Luc Bongrand.
- Polyphonies paysannes Betsileo (2000) 26 min (SFRS) /France 5 ; réalisation : Luc Bongrand. Auteurs : Luc Bongrand avec Victor Randrianary.
- Hiragasy théâtre africain (99). 13 min SFRS /France 5 ; réalisation : Luc Bongrand. Auteurs : Luc Bongrand avec Victor Randrianary.
- Nosy Hira : l'île-chant (98). 26 min SFRS/France 5. Prix au festival art et pédagogie Paris 98- ; réalisation : Luc Bongrand. Auteurs : Luc Bongrand avec Victor Randrianary.
- Solo le décodeur de la brousse (99). 11 min Les Films du Village/Canal Plus ; réalisation : Luc Bongrand. Auteurs : Luc Bongrand avec Victor Randrianary.
- Remanindry, de la brousse à la scène (97). 54 min les Films du Village/ FR3, TV5, RFO ; réalisation : Luc Bongrand. Auteurs : Luc Bongrand avec Victor Randrianary.
- Salegy : le rythme de Madagascar, film documentaire de Christophe Champclaux et Marie-Claude Lui Van Sheng, Ciné Horizon, Paris ; RFO Réunion, 2000, 54 min (DVD).
- Rouge fanfare, film documentaire de Luc Bongrand, Centre de ressources et d'information sur les multimédias pour l'enseignement supérieur, Vanves, 2006, 52 min (DVD).
- Les Tromba de Zalifat, film documentaire de Raymond Arnaud, L'Harmattan vidéo, Paris, 2007, 45 min (DVD).
- Rary, entre deux scènes, entre deux mondes, film documentaire de Raymond Arnaud, L'Harmattan vidéo, Paris, 2007, 80 min (DVD).